# Qatar Total Open 2018
Qatar Total Open 2018 byl tenisový turnaj pořádaný jako součást ženského okruhu WTA Tour, který se odehrával na otevřených dvorcích s tvrdým povrchem v areálu Khalifa International Tennis and Squash Complex. Konal se mezi 12. až 18. únorem 2018 ve katarském hlavním městě Dauhá jako šestnáctý ročník turnaje.
Událost s rozpočtem 3 173 000 dolarů patřila do kategorie WTA Premier 5. Do soutěže dvouhry nastoupilo padesát šest hráček a čtyřhry se účastní dvacet osm párů.
Nejvýše nasazenou hráčkou ve dvouhře se stala světová jednička Caroline Wozniacká z Dánska. Jako poslední přímá účastnice do dvouhry zasáhla rumunská 56. hráčka žebříčku Mihaela Buzărnescuová.
Dvacátý druhý singlový titul na okruhu WTA Tour získala Češka Petra Kvitová, kterou bodový zisk posunul poprvé od června 2016 do elitní světové desítky,  když na desátém místě vystřídala Görgesovou. Po finále držela již 13zápasovou neporazitelnost.  První společný titul ze čtyřhry si odvezl kanadsko-lotyšský pár Gabriela Dabrowská a Jeļena Ostapenková.

## Distribuce bodů a finančních odměn

### Distribuce bodů
| Soutěž  | vítězky | finalistky | semifinalistky | čtvrtfinalistky | 16 v kole | 32 v kole | 56 v kole | Q  | Q2 | Q1 |
| ------- | ------- | ---------- | -------------- | --------------- | --------- | --------- | --------- | -- | -- | -- |
| dvouhra | 900     | 585        | 350            | 190             | 105       | 60        | 1         | 30 | 20 | 1  |
| čtyřhra | 900     | 585        | 350            | 190             | 105       | 1         | —         | —  | —  | —  |

### Finanční odměny
| Soutěž                                | vítězky  | finalistky | semifinalistky | čtvrtfinalistky | 16 v kole | 32 v kole | 56 v kole | Q2     | Q1     |
| ------------------------------------- | -------- | ---------- | -------------- | --------------- | --------- | --------- | --------- | ------ | ------ |
| dvouhra                               | $591 750 | $295 900   | $147 750       | $68 125         | $33 750   | $17 325   | $8 900    | $4 955 | $2 550 |
| čtyřhra                               | $169 280 | $85 600    | $42 360        | $21 235         | $10 805   | $5 335    | —         | —      | —      |
| částky ve čtyřhře jsou uváděny na pár |          |            |                |                 |           |           |           |        |        |

## Ženská dvouhra

### Nasazení

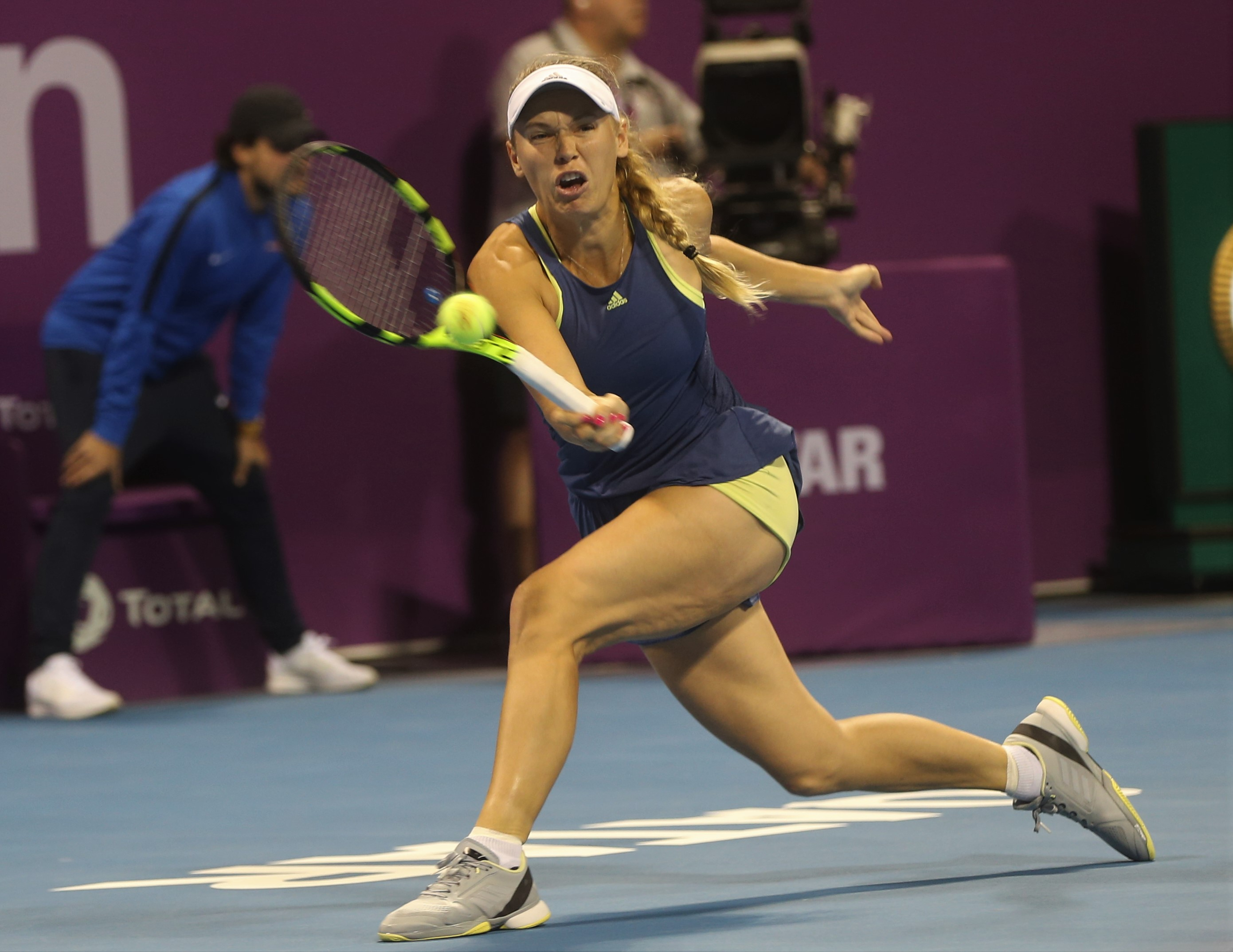
Staronová světová jednička Caroline Wozniacká dohrála v semifinále dvouhry

| Stát                         | Hráčka                 | WTA | Nasazení |
| ---------------------------- | ---------------------- | --- | -------- |
| Dánsko                       | Caroline Wozniacká     | 1.  | 1.       |
| Rumunsko                     | Simona Halepová        | 2.  | 2.       |
| Ukrajina                     | Elina Svitolinová      | 3.  | 3.       |
| Španělsko                    | Garbiñe Muguruzaová    | 4.  | 4.       |
| Česko                        | Karolína Plíšková      | 5.  | 5.       |
| Lotyšsko                     | Jeļena Ostapenková     | 6.  | 6.       |
| Francie                      | Caroline Garciaová     | 7.  | 7.       |
| Německo                      | Angelique Kerberová    | 9.  | 8.       |
| Německo                      | Julia Görgesová        | 10. | 9.       |
| Spojené království           | Johanna Kontaová       | 11. | 10.      |
| Francie                      | Kristina Mladenovicová | 13. | 11.      |
| USA                          | Madison Keysová        | 14. | 12.      |
| Lotyšsko                     | Anastasija Sevastovová | 15. | 13.      |
| Slovensko                    | Magdaléna Rybáriková   | 18. | 14.      |
| Belgie                       | Elise Mertensová       | 20. | 15.      |
| Česko                        | Petra Kvitová          | 21. | 16.      |
| Žebříček WTA k 5. únoru 2018 |                        |     |          |

### Jiné formy účasti
Následující hráčky obdržely divokou kartu do hlavní soutěže:
- Fatma Al-Nabhaniová
- Çağla Büyükakçay
- Ons Džabúrová
- Maria Šarapovová

Následující hráčky postoupily z kvalifikace:
- Catherine Bellisová
- Anna Blinkovová
- Kateryna Bondarenková
- Tuan Jing-jing
- Monica Niculescuová
- Naomi Ósakaová
- Bernarda Peraová
- Markéta Vondroušová

### Odhlášení
před zahájením turnaje
- Ashleigh Bartyová → nahradila ji  Donna Vekićová
- Ana Konjuhová → nahradila ji  Aleksandra Krunićová
- Mirjana Lučićová Baroniová → nahradila ji  Tímea Babosová
- Coco Vandewegheová → nahradila ji  Mona Barthelová

### Skrečování
- Darja Kasatkinová (poranění krku)[1]
- Magdaléna Rybáriková (pranění levé kyčle)[1]

## Ženská čtyřhra

### Nasazení
| Stát                                                                     | Hráčka                | Stát      | Hráčka                         | WTA | Nasazení |
| ------------------------------------------------------------------------ | --------------------- | --------- | ------------------------------ | --- | -------- |
| Rusko                                                                    | Jekatěrina Makarovová | Rusko     | Jelena Vesninová               | 6.  | 1.       |
| Čínská Tchaj-pej                                                         | Latisha Chan          | Česko     | Andrea Sestini Hlaváčková      | 7.  | 2.       |
| Česko                                                                    | Lucie Šafářová        | Česko     | Barbora Strýcová               | 22. | 3.       |
| Maďarsko                                                                 | Tímea Babosová        | Francie   | Kristina Mladenovicová         | 24. | 4.       |
| Čínská Tchaj-pej                                                         | Sie Šu-wej            | Čína      | Pcheng Šuaj                    | 41. | 5.       |
| Rumunsko                                                                 | Irina-Camelia Beguová | Rumunsko  | Monica Niculescuová            | 44. | 6.       |
| Čínská Tchaj-pej                                                         | Čan Chao-čching       | Čína      | Jang Čao-süan                  | 49. | 7.       |
| Slovinsko                                                                | Andreja Klepačová     | Španělsko | María José Martínez Sánchezová | 50. | 8.       |
| Žebříček WTA k 5. únoru 2017; číslo je součtem umístění obou členek páru |                       |           |                                |     |          |

### Jiné formy účasti
Následující páry obdržely divokou kartu do hlavní soutěže:
- Fatma Al-Nabhaniová /  Jessy Rompiesová
- Mubaraka Al-Naimiová /  Ons Džabúrová
- Dominika Cibulková /  Věra Zvonarevová

Následující pár nastoupil do čtyřhry z pozice náhradníka:
- Mona Barthelová /  Carina Witthöftová

### Odhlášení
před zahájením turnaje
- Irina-Camelia Beguová

## Přehled finále

### Ženská dvouhra
- Petra Kvitová vs.  Garbiñe Muguruzaová, 3–6, 6–3, 6–4

### Ženská čtyřhra
- Gabriela Dabrowská /  Jeļena Ostapenková vs.  Andreja Klepačová /  María José Martínezová Sánchezová, 6–3, 6–3